# العلاقات المغربية اليمنية
العلاقات المغربية اليمنية هي العلاقات الثنائية التي تجمع بين المغرب واليمن.

## مقارنة بين البلدين
هذه مقارنة عامة ومرجعية للدولتين:
| وجه المقارنة                                              | المغرب                                 | اليمن                   |
| --------------------------------------------------------- | -------------------------------------- | ----------------------- |
| المساحة (كم2)                                             | 710.85 ألف                             | 555.00 ألف              |
| عدد السكان (نسمة)                                         | 36.07 مليون                            | 28.25 مليون             |
| الكثافة السكانية (ن./كم²)                                 | 50.74                                  | 50.9                    |
| العاصمة                                                   | الرباط                                 | صنعاء عدن (عاصمة مؤقتة) |
| اللغة الرسمية                                             | اللغة العربية، أمازيغية معيارية مغربية | اللغة العربية           |
| العملة                                                    | درهم مغربي                             | ريال يمني               |
| الناتج المحلي الإجمالي (بليون دولار)                      | 109.14 مليار                           | 18.21 مليار             |
| الناتج المحلي الإجمالي (تعادل القوة الشرائية) بليون دولار | 274.06 مليار                           | 75.69 مليار             |
| الناتج المحلي الإجمالي الاسمي للفرد دولار أمريكي          | 2.88 ألف                               | 1.41 ألف                |
| الناتج المحلي الإجمالي للفرد دولار أمريكي                 | 7.49 ألف                               |                         |
| مؤشر التنمية البشرية                                      | 0.628                                  | 0.498                   |
| رمز المكالمات الدولي                                      | +212                                   | +967                    |
| رمز الإنترنت                                              | .ma                                    | .ye                     |
| المنطقة الزمنية                                           | ت ع م+01:00                            | ت ع م+03:00             |

## منظمات دولية مشتركة
يشترك البلدان في عضوية مجموعة من المنظمات الدولية، منها:
| علم المنظمة | اسم المنظمة                                 | تاريخ انضمام المغرب | تاريخ انضمام اليمن |
| ----------- | ------------------------------------------- | ------------------- | ------------------ |
|             | صندوق النقد العربي                          | ?                   | ?                  |
|             | يونسكو                                      | 7 نوفمبر 1956       | 2 أبريل 1962       |
|             | مؤسسة التمويل الدولية                       | 30 أغسطس 1962       | 22 مايو 1970       |
|             | منظمة التعاون الإسلامي                      | 25 سبتمبر 1969      | ?                  |
|             | المركز الدولي لتسوية المنازعات الاستشارية   | 10 يونيو 1967       | 20 نوفمبر 2004     |
|             | منظمة حظر الأسلحة الكيميائية                | ?                   | ?                  |
|             | مؤسسة التنمية الدولية                       | 29 ديسمبر 1960      | 22 مايو 1970       |
|             | جامعة الدول العربية                         | 1 أكتوبر 1958       | 5 مايو 1945        |
|             | وكالة ضمان الاستثمار متعدد الأطراف          | 17 سبتمبر 1992      | 12 مارس 1996       |
|             | الاتحاد البريدي العالمي                     | ?                   | ?                  |
|             | الاتحاد الدولي للاتصالات                    | 1 نوفمبر 1956       | 1931               |
|             | منظمة الشرطة الجنائية الدولية               | ?                   | ?                  |
|             | الأمم المتحدة                               | 12 نوفمبر 1956      | 30 سبتمبر 1947     |
|             | البنك الدولي للإنشاء والتعمير               | 25 أبريل 1958       | 3 أكتوبر 1969      |
|             | الصندوق العربي للإنماء الاقتصادي والاجتماعي | ?                   | ?                  |

## توقيع اتفاقيات بين البلدين:
انعقاد الدورة السادسة للجنة المشتركة المغربية-اليمنية، يوم الجمعة 31 يناير 2025 بالرباط، وبمناسبة انعقاد أشغال الدورة السادسة للجنة المشتركة المغربية-اليمنية تم التوقيع على سبع اتفاقيات ومذكرات تفاهم تهم عدة مجالات حيوية،  الاعتراف المتبادل برخص السياقة، ومذكرة تفاهم للتعاون في مجال الموارد المائية، ومذكرة تفاهم للتعاون التقني في ميدان البنيات التحتية الطرقية والمينائية، ومذكرة تفاهم لتعزيز أنشطة التعاون في مجال الأرصاد الجوية وعلم المناخ،  كما وقع الطرفان مذكرة تفاهم في مجال التكوين المهني، واتفاقية تنفيذية في مجال التدريب والتكوين المهني، واتفاقا يشمل برنامجا تنفيذيا للتعاون في مجال التعليم العالي والبحث العلمي للسنوات 2025-2026-2027.

## أعلام
هذه قائمة لبعض الشخصيات التي تربطها علاقات بالبلدين:
- بنو معقل

## وصلات خارجية
- موقع وزارة الخارجية المغربية